# F
Вижте пояснителната страница за други значения на F.
Буквата F е шестата буква от латинската азбука. Използва се във всички езици, които използват латиницата. Буквата обозначава звука /f/ – беззвучната устнено-зъбна проходна съгласна. В универсалната латинска азбука буквата F е шеста по ред. Нейното съответствие на кирилица е буквата „ф“.